# Rhyssemus similis
Rhyssemus similis är en skalbaggsart som beskrevs av Rudolph Petrovitz 1963. Rhyssemus similis ingår i släktet Rhyssemus och familjen Aphodiidae. Inga underarter finns listade i Catalogue of Life.